# Bzučivka zelená
Bzučivka zelená (Lucilia sericata) je běžný druh hmyzu z řádu dvoukřídlí a čeledi bzučivkovitých.

## Charakteristické znaky
Bzučivka zelená je 10–14 mm velká, o něco menší než příbuzná bzučivka obecná. Často je zlato-zeleně zbarvená, někteří jedinci jsou modro-zeleně zbarvení. Hlava i nohy jsou černé. Bzučivka je charakteristická svým hlasitým bzučením. Stejně jako většina jiných much, i bzučivka klade vajíčka do masa, kde se vyvíjí její larvy. Je proto považována za škůdce. Může přenášet různá onemocnění. Bzučivce se lidově říká „masařka“, i když masařka obecná je jiný druh mouchy.

## Antibakteriální účinky
I když je bzučivka zelená považována za škůdce, její larvy se využívají k léčení ran. Larvy ránu zbaví bakterií a tím také ránu dezinfikují. Bzučivce zelené se proto přezdívá „biologický nůž“.
Zisk sekretu se může provádět ponořením larev přes noc do sterilní vody, následné ráno se larvy odfiltrují a kapaliny je více, jelikož obsahuje sekret larev s antibakteriálními účinky. Larvy by měly být chemicky očištěny a sterilní. Aby byl výsledek solidní, je zapotřebí užít většího počtu larev.